# Tonghua
Tonghua is een stadsprefectuur in het zuiden van de noordoostelijke provincie Jilin, Volksrepubliek China.